# Maurice Duplessis
Maurice Le Noblet Duplessis (Trois-Rivières, 20 aprile 1890 – Schefferville, 7 settembre 1959) è stato un politico canadese, Premier del Québec per 18 anni, dal 1936 al 1939 e dal 1944 sino alla morte nel 1959.
Figura di spicco del XX secolo in Québec, ne delineò un orientamento spiccatamente nazional conservatore, liberista e anticomunista. Diffidente e ostile nei confronti del governo federale, sviluppò un ampliamento e accentramento del potere provinciale.
Come conservatore mantenne un ruolo limitato dello stato sociale e sostenne quello delle aziende. Il liberismo del governo favorì stretti rapporti finanziari con il mondo dell'imprenditoria, di cui ne promosse gli interessi restringendo i poteri dei sindacati e reprimendo il movimento comunista. Fortemente religioso, favorì un ampio e continuo ruolo della Chiesa cattolica nelle istituzioni e nella vita pubblica del Québec.
La figura di Duplessis rimane oggetto di intensi dibattiti. I difensori ne esaltano l'enfasi sui valori tradizionali e il sostegno alle industrie, mentre i detrattori ne criticano un utilizzo del potere autoritario contro le opposizioni e clientelare per le imprese.
Nella cultura popolare successiva a Duplessis il periodo del suo governo è diventato noto come Grande Noirceur («grande oscurità») per via delle politiche ritenute, dagli utilizzatori del termine, antiquate e molto sfavorevoli alla maggioranza francofona. Il nome è inoltre volto a mettere in contrasto l'era Duplessis con i rapidi cambiamenti politici e sociali degli anni '60 in Québec. La sfera accademica favorisce un'analisi più complessa del periodo.
Con 18 anni al potere rimane il Premier più duraturo della provincia.